# Rodezja Północna
Rodezja Północna (ang. Northern Rhodesia) – brytyjski protektorat w południowej Afryce, na obszarze obecnej Zambii, północna część Rodezji, istniejący w latach 1924–1964, w końcowym latach istnienia stanowił część Federacji Rodezji i Niasy.

## Historia
Europejczycy zaczęli penetrację środkowo-południowej Afryki w połowie XIX w. W następnych latach Brytyjczycy nawiązali kontakty z państwem Barotse, a w 1890 roku Brytyjska Kompania Południowoafrykańska otrzymała od władcy tego kraju wyłączność handlu i eksploatacji surowców naturalnych.
Rok później państwom Barotse i Lunda narzucono protektorat Kompanii, a w następnych latach pokonano opór ludów Bemba (1896 r.) i Ngoni (1898 r.). Początkowo tereny obecnej Zambii weszły w skład Rodezji, a w 1911 r. protektorat podzielono na Rodezję Północną (ob. Zambia) i Południową (ob. Zimbabwe). W 1924 r. oba terytoria przeszły pod władzę rządu brytyjskiego.
W okresie II wojny światowej pojawił się ruch wyzwoleńczy czarnych mieszkańców, z którego w 1948 r. powstała pierwsza organizacja afrykańska – Kongres Rodezji Północnej (od 1951 r. Afrykański Kongres Narodowy Rodezji Północnej). Z rozłamu w tej organizacji w 1959 r. powstała bardziej radykalna Zjednoczona Narodowa Partia Niepodległości.
W latach 1953–1963 Rodezja Północna wchodziła w skład brytyjskiej Federacji Rodezji i Niasy. W 1962 r. Wielka Brytania nadała Rodezji Północnej konstytucję, na podstawie której odbyły się wybory parlamentarne, po których powstał koalicyjny rząd partii ZNPN i AKNRP. 31 grudnia 1963 r. Federacja Rodezji i Niasy została rozwiązana przez Wielką Brytanię, a Rodezja Północna otrzymała samorząd wewnętrzny, zaś 24 października 1964 r. uzyskała niepodległość i przyjęła nazwę Zambia.
Nowe państwo zostało członkiem brytyjskiej Wspólnoty Narodów, a w październiku 1965 r. wprowadziło ustrój republikański.

## Gubernatorzy Rodezji Północnej
- Herbert Stanley (1924–1927)
- James Crawford Maxwell (1927–1932)
- Ronald Storrs (1932–1934)
- Hubert Winthrop Young (1934–1938)
- John Alexander Maybin (1938–1941)
- Eubule John Waddington (1941–1947)
- Gilbert Rennie (1947–1954)
- Arthur Edward Trevor Benson (1954–1959)
- Evelyn Hone (1959–1964)